# Ribeira de Nisa (Tejo)
A ribeira de Nisa, ou ribeira do Alto Alentejo, é um afluente da margem esquerda do rio Tejo. Por vezes, designado por rio Nisa, nasce na serra de São Mamede e desagua a jusante das Portas do Ródão, na atual albufeira da Barragem do Fratel. A alguns quilómetros da vila de Nisa foi construída a Barragem da Póvoa e Meadas para aproveitamento hidroelétrico do seu caudal.